# Gianluca Scamacca
Gianluca Scamacca (sinh ngày 1 tháng 1 năm 1999) là một cầu thủ bóng đá chuyên nghiệp người Ý hiện đang thi đấu ở vị trí tiền đạo cho câu lạc bộ Serie A Atalanta BC và đội tuyển bóng đá quốc gia Ý.

## Sự nghiệp câu lạc bộ

### Sự nghiệp ban đầu
Là sản phẩm của học viện trẻ Lazio và Roma, Scamacca gia nhập PSV Eindhoven vào tháng 1 năm 2015. Anh ra mắt chuyên nghiệp ở Eerste Divisie với tư cách là cầu thủ Jong PSV vào ngày 22 tháng 1 năm 2016 ở tuổi 17 trong chiến thắng 2–1 trên sân khách trước VVV-Venlo khi vào thay Steven Bergwijn sau 61 phút.

### Sassuolo
Vào tháng 1 năm 2017, anh gia nhập câu lạc bộ Ý Sassuolo với bản hợp đồng có thời hạn 4 năm rưỡi. Vào ngày 29 tháng 10, ở tuổi 18, anh ra mắt trong trận thua 3–1 trước Napoli tại Sân vận động Diego Armando Maradona tại Serie A khi vào sân thay cho Diego Falcinelli ở phút thứ 85.

#### Cho mượn tại Cremonense, PEC Zwolle, Ascoli và Genoa
Vào tháng 1 năm 2018, Scamacca gia nhập câu lạc bộ Cremonese tại Serie B theo dạng cho mượn. Anh ghi bàn thắng đầu tiên vào ngày 14 tháng 4 năm 2018 trong trận đấu với Palermo.
Vào ngày 31 tháng 8 năm 2018, Scamacca gia nhập câu lạc bộ PEC Zwolle tại Eredivisie theo dạng cho mượn. Anh ra mắt cho câu lạc bộ vào ngày 2 tháng 9 năm 2018 trong trận thắng 1–0 trên sân khách trước Groningen.
Vào ngày 13 tháng 7 năm 2019, anh quay trở lại Serie B khi gia nhập câu lạc bộ Ascoli theo dạng cho mượn.
Vào ngày 2 tháng 10 năm 2020, Scamacca gia nhập câu lạc bộ Genoa tại Serie A theo dạng cho mượn kéo dài một mùa giải.

#### Quay trở lại Sassuolo
Vào mùa hè năm 2021, Scamacca trở lại Sassuolo dưới sự dẫn dắt của huấn luyện viên Alessio Dionisi. Vào ngày 17 tháng 10, anh ghi bàn thắng đầu tiên cho Neroverdi khi ghi một cú đúp trong trận hòa trong chuyến làm khách của Sassuolo với tỷ số hòa chung cuộc 2–2 trước Genoa, đội bóng cũ của anh. Trong mùa giải 2021–22, anh đá chính ở hàng công cùng với Domenico Berardi và Giacomo Raspadori và kết thúc mùa giải với 16 bàn thắng ở giải VĐQG. Anh ra sân lần cuối cùng cho câu lạc bộ vào ngày 22 tháng 5 năm 2022 trong trận thua 0–3 trước AC Milan.

### West Ham United
Vào ngày 26 tháng 7 năm 2022, Scamacca ký hợp đồng với câu lạc bộ West Ham United tại Premier League theo hợp đồng 5 năm kèm theo tùy chọn gia hạn thêm một năm với phí chuyển nhượng được trả cho Sassuolo được cho là là 30,5 triệu bảng kèm 5 triệu bảng phụ phí. Điều khoản bán 10% cho đội bóng Ý cũng được cho là đã được đưa vào thỏa thuận chuyển nhượng.
Scamacca có trận ra mắt cho West Ham tại Premier League khi vào sân thay Michail Antonio ở hiệp hai trong trận thua 2–0 trên sân nhà trước Manchester City vào ngày 7 tháng 8 năm 2022. Anh ghi bàn thắng đầu tiên cho West Ham trong trận gặp Viborg ở vòng play-off UEFA Conference League vào ngày 18 tháng 8 để giúp West Ham giành chiến thắng chung cuộc 3–1. Anh ghi bàn thắng Premier League đầu tiên cho câu lạc bộ trong chiến thắng 2–0 trên sân nhà trước Wolverhampton Wanderers vào ngày 1 tháng 10 năm 2022. Anh chỉ ghi được ba bàn thắng tại Premier League và anh đã không thể ra sân cho câu lạc bộ sau tháng 3 năm 2023 do chấn thương đầu gối cần phải phẫu thuật. Vì vậy, anh đã phải bỏ lỡ màn ăn mừng vô địch chung cuộc của West Ham sau trận chung kết UEFA Europa Conference League 2023. Anh chỉ gắn bó với West Ham trong vòng một mùa giải duy nhất, ghi 8 bàn sau 27 lần ra sân, trong đó có 5 bàn tại UEFA Europa Conference League để giúp West Ham giành chức vô địch giải đấu đó.

### Atalanta
Scamacca gia nhập Atalanta theo hợp đồng lâu dài vào ngày 7 tháng 8 năm 2023 với chi phí là 22,5 triệu bảng kèm theo 4,3 triệu bảng chi phí phụ. Vào ngày 2 tháng 9, anh ghi những bàn thắng đầu tiên của anh cho câu lạc bộ khi lập một cú đúp trong chiến thắng 3–0 trước Monza. Vào ngày 11 tháng 4 năm 2024, Scamacca trở thành người Ý đầu tiên ghi cú đúp vào lưới Liverpool tại Anfield trong chiến thắng 3–0 trong trận lượt đi tứ kết Europa League. Vào ngày 24 tháng 4, Scamacca ghi một bàn thắng và kiến tạo một bàn thắng khác để giúp Atalanta lật ngược tình thế từ tỷ số 1–0 trong trận lượt đi bán kết Coppa Italia để đánh bại Fiorentina với tỷ số chung cuộc 4–2 và đồng thời giúp Atalanta vào trận chung kết gặp Juventus. Vào ngày 2 tháng 5, anh ghi bàn mở tỉ số trong trận hòa 1–1 trên sân khách trước Marseille trong trận lượt đi vòng bán kết Europa League. Vào ngày 22 tháng 5, Scamacca đá chính và thực hiện một pha kiến tạo cho bàn thắng thứ ba của Ademola Lookman để giúp Atalanta chiến thắng chung cuộc 3–0 trước Bayer Leverkusen trong trận chung kết Europa League 2024 tại Sân vận động Aviva và đồng thời giúp Atalanta lần đầu tiên vô địch một danh hiệu châu Âu và danh hiệu đầu tiên sau 61 năm.

## Sự nghiệp quốc tế

### Sự nghiệp cấp độ trẻ
Với tư cách là thành viên của đội tuyển U-17 Ý, Scamacca đã tham dự Giải vô địch U-17 châu Âu 2015 và 2016.
Scamacca tham gia Giải vô địch U-19 châu Âu 2018 với đội tuyển U-19 Ý và ghi hai bàn trong giải đấu, trong đó có một bàn trong trận thua chung cuộc với tỷ số 4–3 trước U-19 Bồ Đào Nha sau hiệp phụ. Năm sau, anh tham gia FIFA U-20 World Cup 2019 cùng đội tuyển U-20 Ý và đội kết thúc chung cuộc ở vị trí thứ tư.
Vào ngày 25 tháng 5 năm 2018, Scamacca có trận ra mắt cho đội tuyển U-21 Ý trong trận giao hữu thua 3–2 trước Bồ Đào Nha. Anh ghi bàn thắng đầu tiên cho đội U-21 Ý trong một trận giao hữu thắng 4 –0 trước Moldova vào ngày 6 tháng 9 năm 2019. Anh đã tham gia Giải vô địch U-21 châu Âu 2021 và ghi được hai bàn thắng.

### Đội tuyển quốc gia
Scamacca lần đầu tiên được gọi vào đội tuyển quốc gia Ý tham dự vòng loại FIFA World Cup 2022 vào tháng 9 năm 2021. Anh có trận ra mắt cho đội tuyển quốc gia trong chiến thắng 5–0 trên sân nhà trước Litva vào ngày 8 tháng 9 khi vào sân trong hiệp hai thay cho Federico Bernardeschi.
Scamacca ghi bàn thắng quốc tế đầu tiên của mình trong trận thua 3–1 của Ý trước Anh tại vòng loại UEFA Euro 2024 vào ngày 17 tháng 10 năm 2023 tại Sân vận động Wembley.

## Thống kê sự nghiệp

### Câu lạc bộ
Tính đến 18 tháng 5 năm 2024
| Câu lạc bộ          | Mùa giải            | Giải vô địch        | Giải vô địch | Giải vô địch | Cúp quốc gia | Cúp quốc gia | Cúp Liên đoàn | Cúp Liên đoàn | Châu lục | Châu lục | Khác | Khác | Tổng cộng | Tổng cộng |
| Câu lạc bộ          | Mùa giải            | Hạng đấu            | Trận         | Bàn          | Trận         | Bàn          | Trận          | Bàn           | Trận     | Bàn      | Trận | Bàn  | Trận      | Bàn       |
| ------------------- | ------------------- | ------------------- | ------------ | ------------ | ------------ | ------------ | ------------- | ------------- | -------- | -------- | ---- | ---- | --------- | --------- |
| Jong PSV            | 2015–16             | Eerste Divisie      | 2            | 0            | —            | —            | —             | —             | —        | —        | —    | —    | 2         | 0         |
| Jong PSV            | 2016–17             | Eerste Divisie      | 1            | 0            | 0            | 0            | —             | —             | —        | —        | —    | —    | 1         | 0         |
| Jong PSV            | Tổng cộng           | Tổng cộng           | 3            | 0            | 0            | 0            | —             | —             | —        | —        | —    | —    | 3         | 0         |
| Sassuolo            | 2017–18             | Serie A             | 3            | 0            | —            | —            | —             | —             | —        | —        | —    | —    | 3         | 0         |
| Sassuolo            | 2021–22             | Serie A             | 36           | 16           | 2            | 0            | —             | —             | —        | —        | —    | —    | 38        | 16        |
| Sassuolo            | Tổng cộng           | Tổng cộng           | 39           | 16           | 2            | 0            | —             | —             | —        | —        | —    | —    | 41        | 16        |
| Cremonese (mượn)    | 2017–18             | Serie B             | 14           | 1            | —            | —            | —             | —             | —        | —        | —    | —    | 14        | 1         |
| PEC Zwolle (mượn)   | 2018–19             | Eredivisie          | 8            | 0            | 2            | 0            | —             | —             | —        | —        | —    | —    | 10        | 0         |
| Ascoli (mượn)       | 2019–20             | Serie B             | 33           | 9            | 2            | 4            | —             | —             | —        | —        | —    | —    | 35        | 13        |
| Genoa (mượn)        | 2020–21             | Serie A             | 26           | 8            | 3            | 4            | —             | —             | —        | —        | —    | —    | 29        | 12        |
| West Ham United     | 2022–23             | Premier League      | 16           | 3            | 1            | 0            | 1             | 0             | 9        | 5        | —    | —    | 27        | 8         |
| Atalanta            | 2023–24             | Serie A             | 29           | 12           | 4            | 1            | —             | —             | 11       | 6        | —    | —    | 44        | 19        |
| Atalanta            | 2024–25             | Serie A             | 0            | 0            | 0            | 0            | —             | —             | 0        | 0        | 0    | 0    | 0         | 0         |
| Tổng cộng sự nghiệp | Tổng cộng sự nghiệp | Tổng cộng sự nghiệp | 168          | 49           | 14           | 9            | 1             | 0             | 20       | 11       | 0    | 0    | 203       | 69        |

1. ↑  Bao gồm Coppa Italia, KNVB Cup và FA Cup
2. ↑  Bao gồm EFL Cup
3. ↑  Ra sân tại UEFA Europa Conference League
4. ↑  Ra sân tại UEFA Europa League
5. ↑  Ra sân tại UEFA Champions League
6. ↑  Ra sân tại UEFA Super Cup

### Quốc tế
Tính đến 29 tháng 6 năm 2024
| Đội tuyển quốc gia | Năm       | Trận | Bàn |
| ------------------ | --------- | ---- | --- |
| Ý                  | 2021      | 2    | 0   |
| Ý                  | 2022      | 7    | 0   |
| Ý                  | 2023      | 6    | 1   |
| Ý                  | 2024      | 5    | 0   |
| Tổng cộng          | Tổng cộng | 20   | 1   |

Tỷ số và kết quả liệt kê bàn thắng của Ý được để trước, cột tỷ số cho biết tỷ số sau mỗi bàn thắng của Scamacca.
| # | Ngày                 | Địa điểm                            | Trận | Đối thủ | Bàn thắng | Kết quả | Giải đấu                          |
| - | -------------------- | ----------------------------------- | ---- | ------- | --------- | ------- | --------------------------------- |
| 1 | 17 tháng 10 năm 2023 | Sân vận động Wembley, Luân Đôn, Anh | 13   | Anh     | 1–0       | 1–3     | Vòng loại UEFA Euro 2024 (Bảng C) |

## Danh hiệu

### Câu lạc bộ
West Ham United
- UEFA Europa Conference League: 2022–23[35]

Atalanta
- UEFA Europa League: 2023–24[25]

### Đội tuyển quốc gia
U-19 Ý
- Á quân Giải vô địch bóng đá U-19 châu Âu: 2018[26]

### Cá nhân
- Vua phá lưới Coppa Italia: 2019–20, 2020–21
- Bàn thắng đẹp nhất tháng Serie A: Tháng 10 năm 2023[36]